# Pane di patate
Il pane di patate è un tipo di pane in cui le patate o la farina di patate sostituiscono, almeno in parte, la farina di frumento. Il pane di patate è presente nelle tavole italiane, tedesche, ungheresi, irlandesi, e polacche.